# Thiện Hoan Hoan
Thiện Hoan Hoan (sinh ngày 24 tháng 1 năm 1999) là một cầu thủ bóng đá người Trung Quốc hiện tại thi đấu cho đội bóng Giải hạng Nhì Bồ Đào Nha Vitória Guimarães B.

## Sự nghiệp câu lạc bộ
Năm 2016, Đan Hoan Hoan bắt đầu sự nghiệp bóng đá chuyên nghiệp khi anh được huấn luyện viên Alberto Zaccheroni đôn lên đội một của đội bóng Giải bóng đá Ngoại hạng Trung Quốc Bắc Kinh Quốc An. Ngày 9 tháng 4 năm 2016, anh có màn ra mắt trong thất bại 0-3 trên sân nhà trước Quảng Châu Hằng Đại, vào sân thay cho Triệu Hòa Tĩnh ở phút 46. Anh từ chối gia hạn hợp đồng và rời Bắc Kinh Quốc An vào cuối mùa giải 2016.
Tháng 9 năm 2017, Đan Hoan Hoan gia nhập đội U19 của đội bóng Bồ Đào Nha Vitória Guimarães. Anh được đôn lên đội B vào mùa hè năm 2018. Ngày 12 tháng 8 năm 2018, anh có trận đấu ra mắt cho câu lạc bộ trong thất bại 0-1 trên sân nhà trước Cova da Piedade.

## Thống kê sự nghiệp
Tính đến 12 tháng 8 năm 2018.
| Thành tích câu lạc bộ | Thành tích câu lạc bộ | Thành tích câu lạc bộ              | Giải đấu | Giải đấu  | Cúp              | Cúp              | Cúp Liên đoàn | Cúp Liên đoàn | Châu lục | Châu lục  | Tổng cộng | Tổng cộng |
| Mùa giải              | Câu lạc bộ            | Giải đấu                           | Số trận  | Bàn thắng | Số trận          | Bàn thắng        | Số trận       | Bàn thắng     | Số trận  | Bàn thắng | Số trận   | Bàn thắng |
| Trung Quốc            | Trung Quốc            | Trung Quốc                         | Giải đấu | Giải đấu  | Cúp FA           | Cúp FA           | Cúp CSL       | Cúp CSL       | Châu Á   | Châu Á    | Tổng cộng | Tổng cộng |
| --------------------- | --------------------- | ---------------------------------- | -------- | --------- | ---------------- | ---------------- | ------------- | ------------- | -------- | --------- | --------- | --------- |
| 2016                  | Bắc Kinh Quốc An      | Giải bóng đá Ngoại hạng Trung Quốc | 2        | 0         | 0                | 0                | -             | -             | -        | -         | 2         | 0         |
| Bồ Đào Nha            | Bồ Đào Nha            | Bồ Đào Nha                         | Giải đấu | Giải đấu  | Taça de Portugal | Taça de Portugal | Taça da Liga  | Taça da Liga  | Châu Âu  | Châu Âu   | Tổng cộng | Tổng cộng |
| 2018-19               | Vitória Guimarães B   | LigaPro                            | 1        | 0         | 0                | 0                | 0             | 0             | -        | -         | 1         | 0         |
| Tổng cộng             | Trung Quốc            | Trung Quốc                         | 2        | 0         | 0                | 0                | 0             | 0             | 0        | 0         | 2         | 0         |
| Tổng cộng             | Bồ Đào Nha            | Bồ Đào Nha                         | 1        | 0         | 0                | 0                | 0             | 0             | 0        | 0         | 1         | 0         |
| Tổng cộng             | Tổng cộng sự nghiệp   | Tổng cộng sự nghiệp                | 3        | 0         | 0                | 0                | 0             | 0             | 0        | 0         | 3         | 0         |